# Miyu Productions
Miyu Productions est une société française de production de films d'animation basée à Paris, Angoulême, Valence et Bruxelles, fondée par Emmanuel-Alain Raynal en 2009et rejoint par Pierre Baussaron en 2015. La société a également une activité de distribution de films et de galerie d'art dédiée à l'animation,,.

## Filmographie non exhaustive
- Saules aveugles, femme endormie de Pierre Földes (2022)
- 27 de Flora Anna Buda (palme d'or du court métrage, 2023 ; Cristal d'Annecy du court métrage, 2023)
- Linda veut du poulet ! de Chiara Malta et Sébastien Laudenbach (César du long-métrage d'animation, 2024 ; Cristal d'Annecy, 2023)[5]
- Anzu, chat-fantôme  de Yoko Kuno et Nobuhiro Yamashita (Quinzaine des cinéastes, 2024)[6]
- Volcelest de Eric Briche (court métrage en Compétition au Festival de Cannes 2024)[7]
- Planètes de Momoko Seto (Semaine de la Critique, 2025) [8]
- La Mort n'existe pas de Félix Dufour-Lapperière (Quinzaine des cinéastes, 2025) [9]